# Мечеть Хайдар-паши
Мечеть Хайдар-паши (в прошлом Приходская церковь святой Катарины), расположена в Никосии, в северной её части, являющейся столицей частично признанной Турецкой Республики Северного Кипра. Мечеть находится на улице Кирлизаде Сокак.

## История
Мечеть Хайдар-паши первоначально представляла собой католический храм в готическом архитектурном стиле (церковь святой Катарины). Он был воздвигнут при правлении на острове династии Лузиньянов в XIV веке по образу никосийского Собора Святой Софии. Позже церковь была расширена и служила в качестве женского католического монастыря.
После захвата острова турками-османами церковь была превращена в мечеть, в 1571 году к ней был пристроен минарет. Она получила новое название в честь одного из турецких военачальников Хайдара-паши. Позднее здание мечети служило в качестве загса, склада и спортзала. Между 1986 и 1991 годами она была отреставрирована и открыта в качестве выставочного зала.

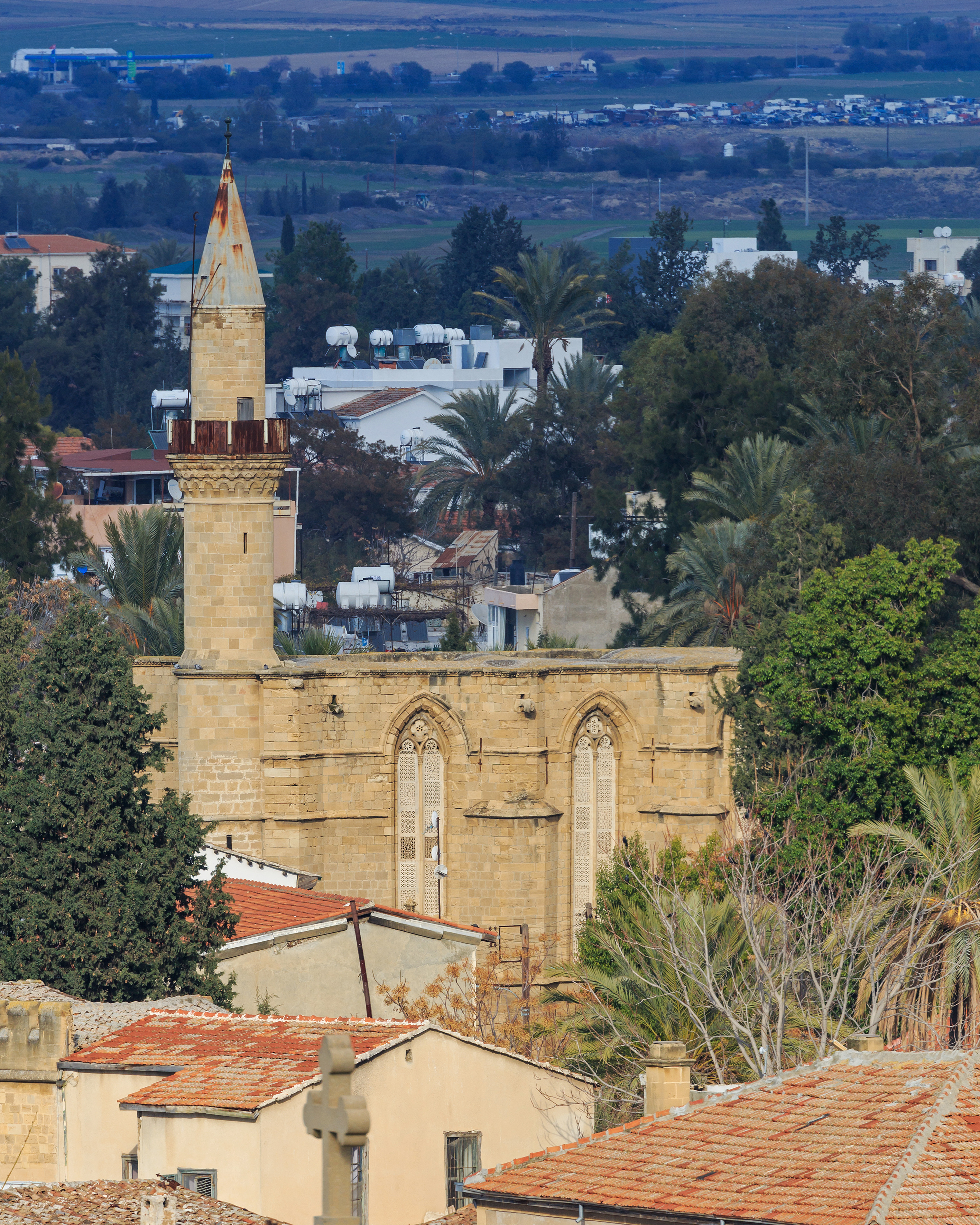
Мечеть Хайдар-паши
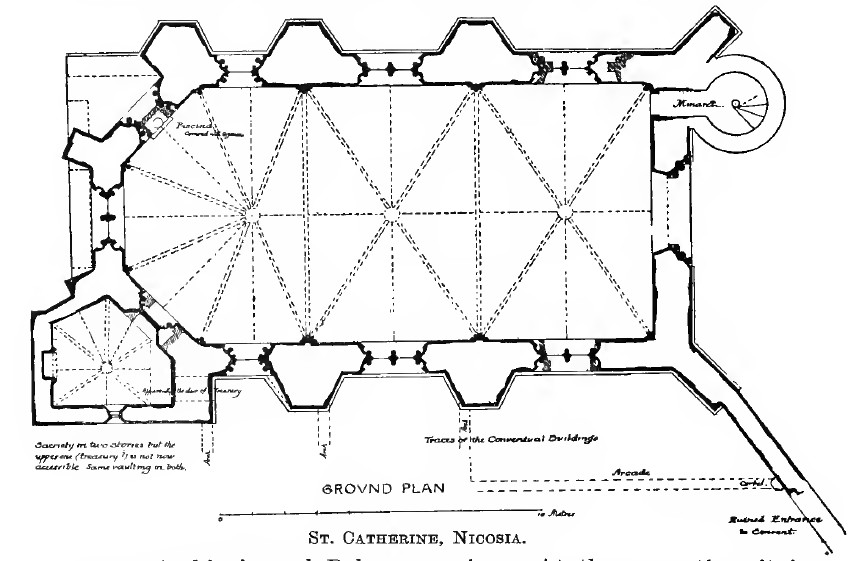
План мечети Хайдар-паши. 1918 год.